# Helix pomatia
Pour la spécialité culinaire, voir Escargots de Bourgogne.
Espèce
Statut de conservation UICN

 LC  : Préoccupation mineure
Helix pomatia, de ses noms vernaculaires français escargot de Bourgogne, gros blanc, ou escargot de Champagne, est une espèce d'escargots de la famille des Helicidae, et du genre  Helix. Il est le plus consommé en France, préparé en coquille et au beurre persillé.
Espèce protégée en France par arrêté ministériel du 24 février 1979 qui interdit son ramassage du 1er avril au 30 juin (période de reproduction) en raison d'une importante menace de disparition progressive, son ramassage et sa vente ne sont autorisés que du 1er juillet au 31 mars et seulement pour des escargots dont la coquille a au moins 3 cm de diamètre. D'élevage économiquement non rentable, il provient du ramassage naturel des pays de l’Est.

## Histoire gastronomique
On trouve dans le Dictionnaire universel de Cuisine Pratique (1905) de Joseph Favre une explication de l'expression « escargots de Bourgogne », qu'il appelle au vrai « escargots à la bourguignonne ».

## Historique et dénomination
L'espèce Helix pomatia a été décrite par le naturaliste suédois Carl von Linné en 1758.

### Noms vernaculaires
Son nom vernaculaire le plus courant en France est escargot de Bourgogne. Il est aussi appelé « gros blanc » et plus rarement escargot de Champagne. Ses noms viennent du fait que ces régions françaises font partie de l'aire de répartition naturelle de cette espèce qui apprécie les sols calcaires, mais surtout que leurs gastronomies respectives offrent une place importante à cet escargot. 

## Description

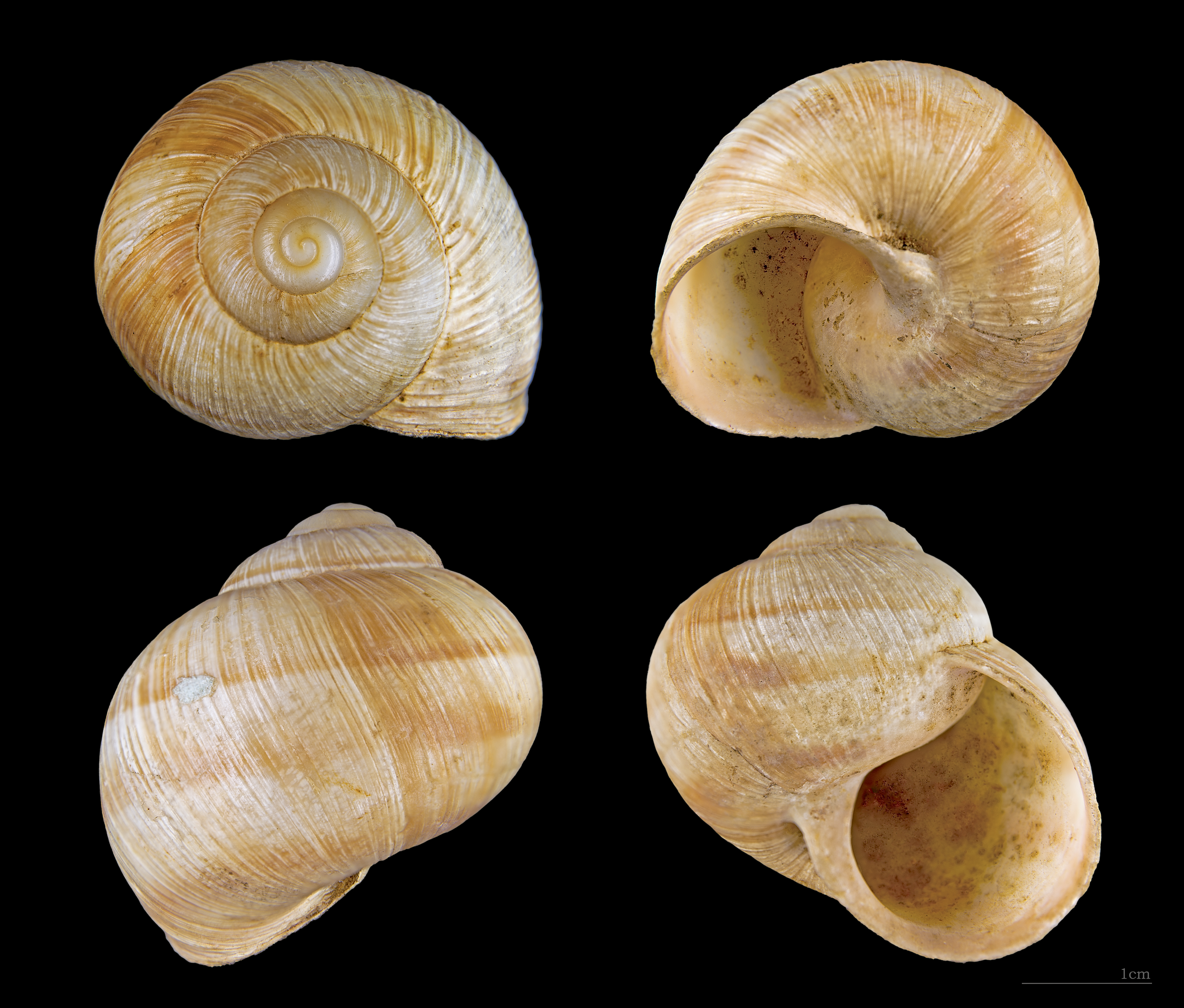
Coquille dHelix pomatia - Muséum de Toulouse

Sa coquille mesure 30 à 45 mm par 30 à 50 mm pour un poids adulte de 25 à 45 g.
Elle est blanche à légèrement brune souvent avec une bande brune indistincte. Le péristome est blanc. Au fur et à mesure qu'il grandit, l'escargot fabrique lui-même sa coquille
La tête porte le mufle et quatre tentacules : deux petits, dirigés vers le bas, explorent le sol alors que les deux autres, terminés par les « yeux », sont dressés.
La bouche est arquée ; la lèvre supérieure festonnée recouvre une mâchoire en forme de petite lame dure et fixe. À l'intérieur se trouve la langue râpeuse.
Trois orifices sont visibles :
- l'orifice de reproduction et de ponte situé à droite de la tête ;
- l'orifice respiratoire et l'anus, tous deux situés à la jointure de la coquille et du pied.

## Biotope
Forêts et habitats ouverts, jardins, vignobles. Il est le plus souvent sur substrat calcaire sinon probablement introduit. Il préfère l'humidité forte et des températures pas trop élevées. Il a besoin d'un sol meuble pour s'y enfoncer lors de l'hibernation.
Il a un pouvoir de dispersion très faible avec des migrations n'excédant pas de 3,5 à 6 m.
Il est vulnérable aux travaux de drainage et à la destruction du couvert pour la culture, mais surtout par le ramassage qui en est fait à des fins de consommation.

### Répartition

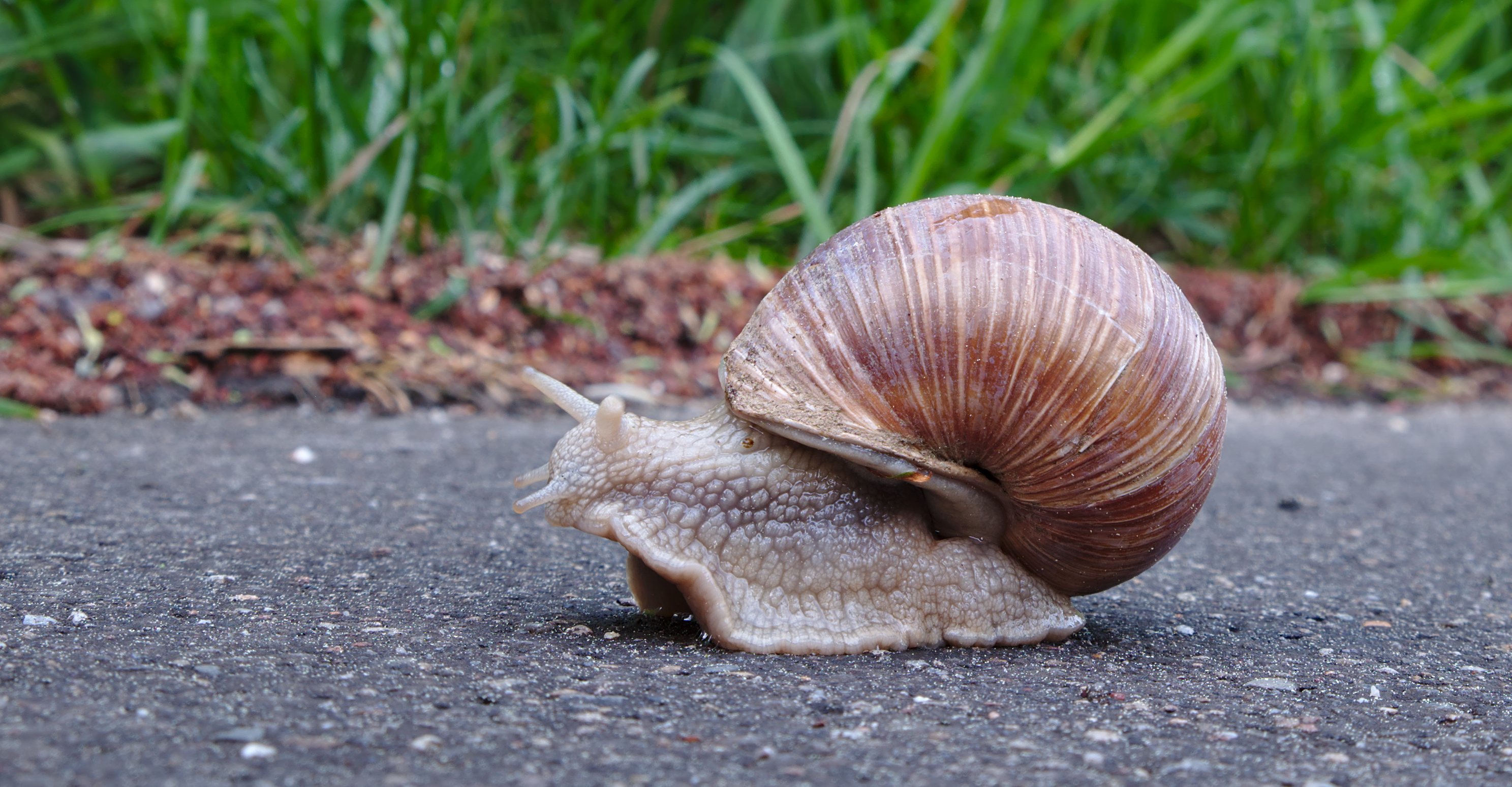
Helix pomatia sur le Vennbahn

Europe Centrale et Sud-est, nord et centre des Balkans, nord de l'Italie, centre de la France, Suède, Norvège, Finlande, ouest de l'Angleterre (probablement non natif). Introduit localement en Russie.

### Alimentation & métabolisme
L'escargot est herbivore et parfois détritivore. Il se nourrit plus particulièrement dans les zones herbacées.
Il se nourrit de plantes fraîches mais aussi de déchets. Il a besoin d'un sol calcaire pour fabriquer sa coquille (ou d'un sol riche en minéraux).
Hesse a montré en 1910 qu'un H. pomatia adulte excrète 3,85 mg d'azote par kg et par heure, sous forme d'acide urique (dont une faible part sous forme d'urate). Cet acide est la molécule finale du processus métabolique de l'azote, il est synthétisé dans les néphridies, lesquelles en fin d'hibernation peuvent en contenir jusqu'à 32 mg. (les 3/4 du poids du résidu sec).
Le suc digestif d'escargot contenu β-(I,3)-glucanase , une enzyme qui facilite la digestion des β-glucanes .

### Reproduction
Il pond en mai ou juin, 2 à 8 semaines après l'accouplement dans des trous creusés dans le sol. Il arrive également que l'escargot ponde une douzaine d'œufs supplémentaires en août ou septembre selon les régions. En Europe Centrale la ponte a lieu de mai à septembre.
Il a besoin d'une litière de 7 à 8 cm de profondeur pour pondre 40 à 80 œufs de 3 mm. Le sol ne doit être ni trop sec ni trop humide. Dans les sols argileux durs, le taux de reproduction diminue car l'escargot ne peut pas enterrer ses œufs et les nouveau-nés ont du mal à en sortir. Un sol composé de 30 % de matières organiques ainsi qu'une température de 21 °C et un taux d'humidité de 80 % constituent les conditions idéales.
Les escargots perdent un poids substantiel après la ponte. Environ un tiers ne s'en remettent pas.
Les œufs sont recouverts d'un mélange de bave et de terre qui permet de les conserver humides.
Les petits éclosent 3 à 4 semaines après la ponte, selon les conditions de température et d'humidité.
Il est actif du printemps jusqu'au premier froid puis il creuse un trou profond (jusqu'à 30 cm) et ferme sa coquille pour hiberner tout l'hiver.
Il atteint la maturité sexuelle entre 2 et 5 ans.
Dans la nature, il vit 7 à 8 ans en moyenne et peut atteindre l'âge de 10 ans en captivité.

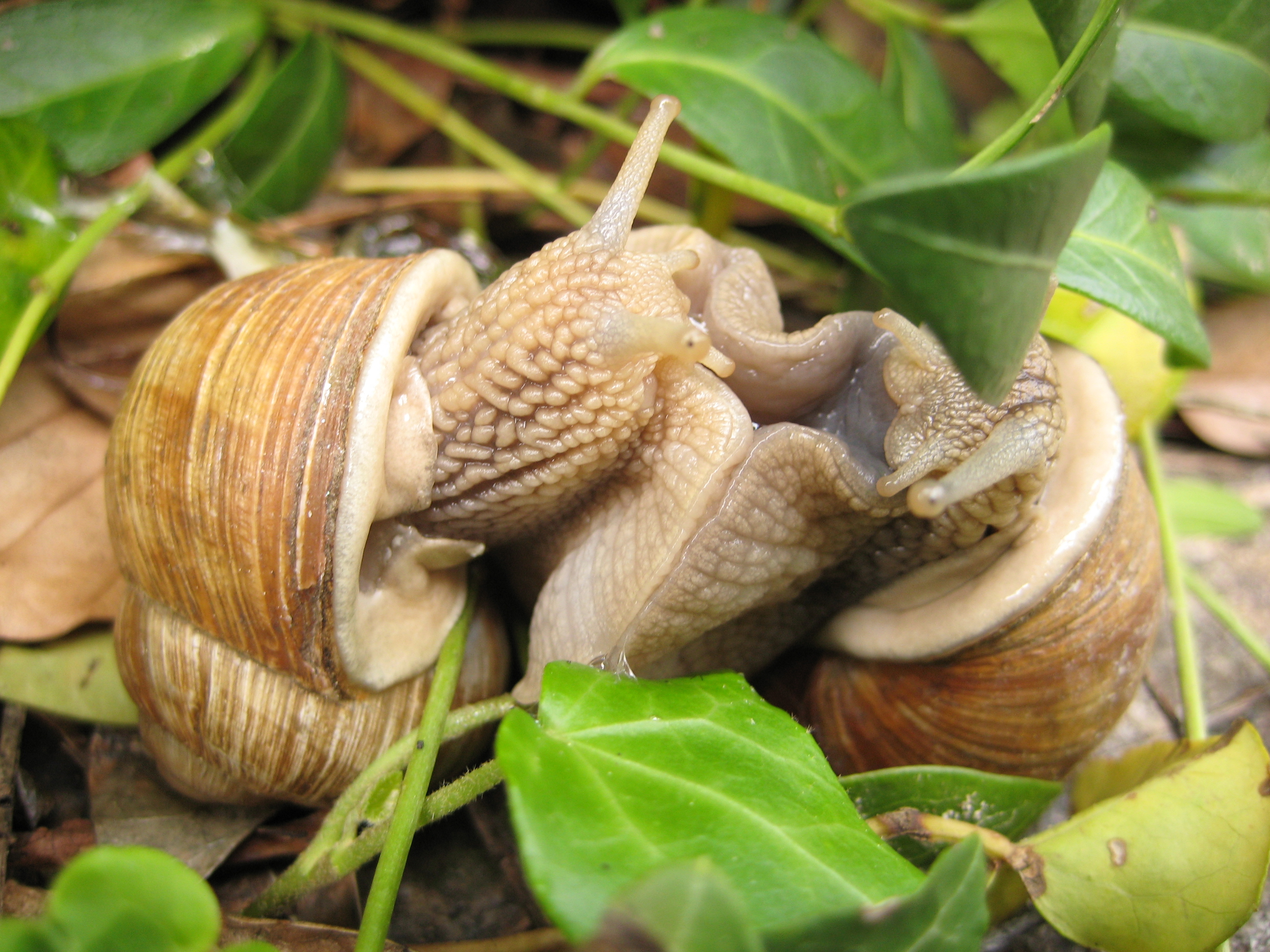
Accouplement, couleur plus claire du « gros blanc »

## Gestion des populations
Depuis 1979 en France, certaines espèces d'escargots, en particulier Helix pomatia, font l'objet d'une protection spéciale prévoyant l'interdiction du ramassage pendant la période de reproduction, du 1er avril au 30 juin inclus. Durant les autres mois de l'année, le ramassage de l'escargot de Bourgogne est autorisé, à l'exception des sujets dont le diamètre est inférieur à trois centimètres.

## Utilisations

### Pharmaceutique
L'extrait préparé à partir de cet escargot (l'hélicidine, une mucoglycoprotéine) est utilisé pour ses propriétés broncho-relaxantes. Cette substance est utilisée dans des sirops contre la toux sèche. Toutefois, l’hélicidine orale a été incriminée dans des cas d'allergies et de troubles respiratoires, en particulier chez les nourrissons, et depuis avril 2010, son usage est contre-indiqué chez les nourrissons de moins de 2 ans en raison du risque d’aggravation des troubles respiratoires (encombrements, bronchiolites, etc.).
Un extrait d'Helix pomatia était utilisé en immuno-hématologie comme sérum test anti-A, car il se lie spécifiquement à la N-Acétylgalactosamine.

### Gastronomique

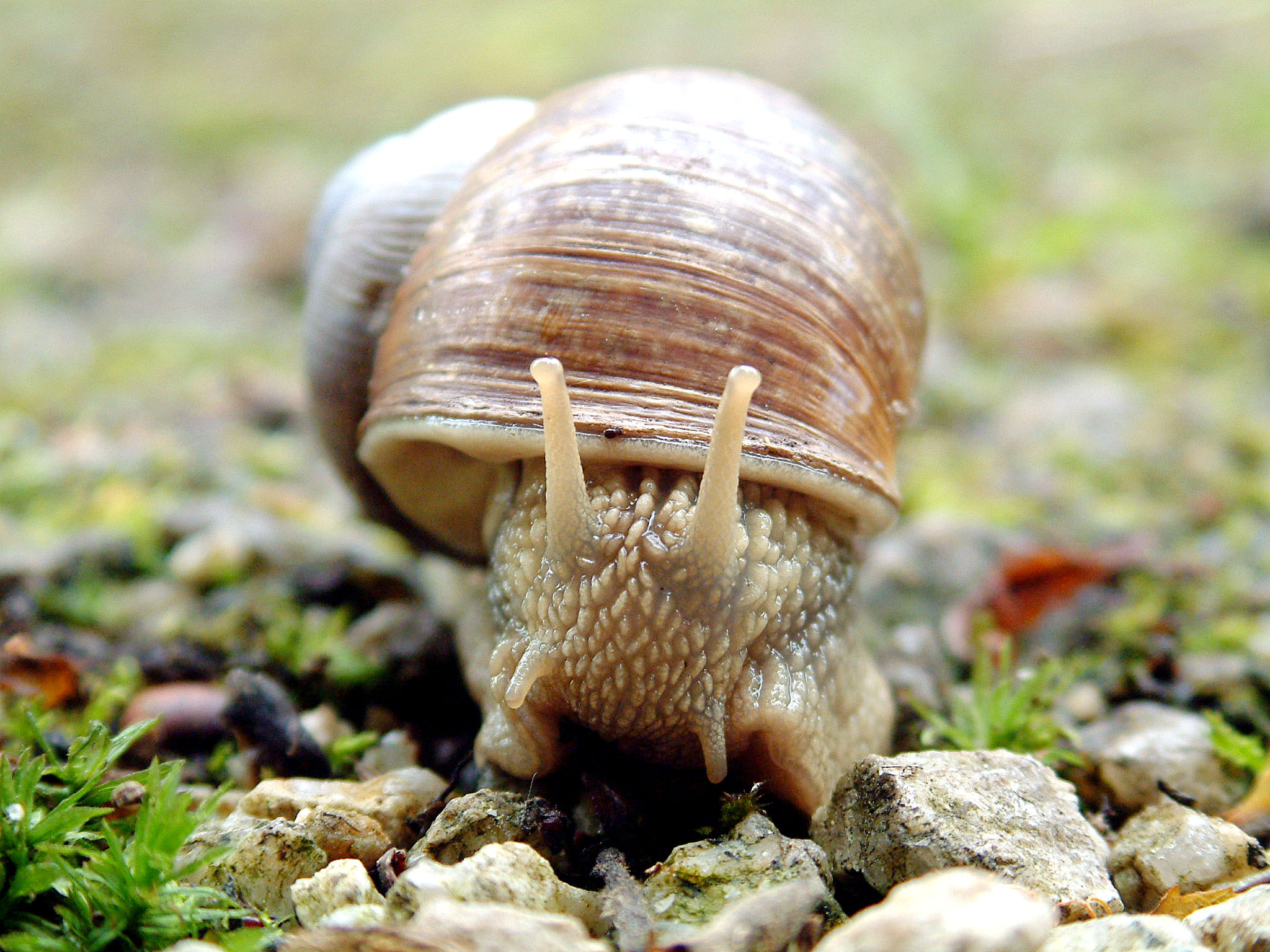
Escargot de Bourgogne, vu de face

L'escargot de Bourgogne est généralement considéré par les amateurs comme d'un goût plus marqué et à la chair plus ferme que le petit-gris.
L'escargot de Bourgogne est un mets traditionnel de la gastronomie française, en particulier dans les cuisines bourguignonne et champenoise. La cuisine allemande l'utilise aussi, comme dans la soupe aux escargots du Pays de Bade. Comme pour tous les escargots sauvages voués à l'alimentation humaine, il est nécessaire de le faire jeûner pour lui permettre d'évacuer les végétaux potentiellement toxiques pour l'Homme. Sa collecte dans le milieu naturel est simple si ce n'est qu'il est préférable de l'effectuer dans des milieux exempts de pollutions agrochimiques, pétrochimiques, etc. 
Son élevage est difficile, la majorité des escargots de Bourgogne du commerce est importée de Hongrie, Pologne, Roumanie, Tchéquie, Bosnie-Herzégovine à partir de ramassage dans la nature. Contrairement à une idée répandue, son ramassage ne s'effectue pas en Grèce mais il existe des transformateurs agroalimentaires qui importent le produit brut.
Les importations se basant sur le prélèvement naturel en font un aliment à risque par la capacité des escargots à fixer les contaminants et les plantes toxiques pour l'Homme. Il est donc préférable de les collecter soi-même ou de se fournir auprès d'une personne de confiance.